# Курманов, Зайнидин Карпекович
Зайнидин Карпекович Курманов (род. 3 июня 1955, Фрунзе) — политик, историк, архивист, источниковед, юрист, политолог, публицист, педагог и просветитель, автор философских афоризмов, занимал должность Торага Жогорку Кенеша (спикера Верховного Совета (парламента) Киргизской Республики) в 2009—2010 годах; доктор исторических наук, профессор, академик Академии истории и обществоведения Республики Казахстан.

## Происхождение
Родился в семье служащих-юристов.
В 1972 окончил СШ № 6 г. Фрунзе.
В 1978 окончил исторический факультет Ленинградского государственного университета имени А. А. Жданова.
В 1996 с отличием окончил Институт переподготовки и повышения квалификации кадров при КГНУ по специальности юриспруденция.
В 2000 г. учился в военном колледже Центра европейской безопасности им. Дж. Маршалла в г.Гармиш-Партенкирхен (Германия).

## Педагогическая деятельность
В 1978—1979 преподавал на кафедре истории КПСС и научного коммунизма в Карагандинском медицинском институте.
С 1979 до 1982 работал в Центральном государственном архиве Киргизской ССР архивистом, старшим археографом, заведующим отделом публикаций и научного использования документов. Проходил неоднократные стажировки в Московском историко-архивном институте и Институте повышения квалификации Казахского государственного университета им. А. Фараби.
В 1986 - 1991 преподаватель кафедры истории КПСС, политической истории XX века в Киргизском государственном медицинском институте.
С января 1992 — старший преподаватель кафедры государственно-правовых дисциплин только, что открывшейся Высшей школы МВД Кыргызстана (ныне Академия МВД КР) в чине капитана милиции.
В мае 1992 по апрель 1994 работает ректором Киргизского государственного педагогического института им. И.Арабаева (КГПИ).
В апреле 1994 избирается на должность профессора КГПИ им. И. Арабаева.
С июня 1994 по июнь 1996 обучался в докторантуре КГПУ им. И. Арабаева, а также с отличием заочно окончил Институт повышения квалификации и переподготовки кадров Киргизского национального университета имени Ж. Баласагына, где получил специальность юриста.
В 1996—1997 работал начальником отдела по связям с общественностью и маркетинга специализированного предприятия «Киргизская инвестиционно-финансовая корпорация».
В 1997—2000 профессор кафедры ЮНЕСКО «Конституционного права и гендерной политики» юридического факультета и кафедры политологии факультета международных отношений Киргизско-Российского Славянского университета (КРСУ), старший научный сотрудник Международного института стратегических исследований при Президенте Киргизской Республики по совместительству.
В 2000 Высшая аттестационная комиссия республики присваивает ему ученое звание профессора.
В 2001 обучался в Европейском Центре по исследованию вопросов безопасности имени им. Дж. Маршалла (г. Гармиш-Партенкирхен, Бавария) вопросам безопасности и планирования военного бюджета.
В 2005—2007 национальный консультант Парламентского проекта ПРООН и по совместительству заведующий кафедрой международных отношений Института восточных языков и культур Киргизского государственного педагогического университета им. И. Арабаева, а также профессор факультета международных отношений КНУ им. Ж. Баласагына, ведущий популярной аналитической телепрограммы «Политбюро» на 5 канале.
С сентября 2010 по сентябрь 2014 работает профессором кафедры ЮНЕСКО «Конституционного права и гендерной политики» юридического факультета Киргизско-Российского Славянского университета.
С апреля 2011 заведующий кафедрой «Мировой политики и международных отношений» Дипломатической академии МИД Киргизстана.
С декабря 2012 заведующий кафедрой международных отношений КРСУ. По совместительству приглашенный профессор в Академии управления при Президенте КР и факультете международных отношений Киргизского Национального университета им. Ж. Баласагына.
С февраля 2019 г. проректор Дипломатической академии МИД КР.

## Политическая и общественная деятельность
В 1989 его, вместе с коллегой и близким другом Сувакуном Бегалиевым, работавшим доцентом, а затем и заведующим кафедрой, ложно обвинили в национализме и распространении националистических идей. Им припомнили все: и якобы «идеологически незрелые» выступления по линии общества «Знание», и открытую поддержку выступления казахской молодёжи в Алма-Ате, состоявшегося в декабре 1986 и окрещённого «националистическим». В мае 1989 в ситуацию вмешался открывшийся Первый съезд народных депутатов СССР в Москве, который прошёл в жестких дебатах между реформаторами и консерваторами. Только после этого местные партийные чиновники отстали от З. Курманова и С. Бегалиева. Но в 1991 они вместе попали под сокращение.
В период перестройки участвовал в рождающемся демократическом движении. Вместе с единомышленниками и друзьями С. Бегалиевым, Т. Эгембердиевым, Н. Абловой и др. стоял у истоков создания Бишкекского отделения всесоюзного общества «Мемориал», Городского клуба избирателей, являлся членом Демократического движения Кыргызстана (ДДК), автором множества публикаций о преступлениях сталинского режима и его жертвах. Благодаря его многочисленным исследованиям были восстановлены имена Абдыкерима Сыдыкова, Юсупа Абдрахманова, Ишеналы Арабаева, Таш Худайбергенова, Садыка Чонбашева, Иманалы Айдарбекова, Осмона Тынаева, Токчоро Джолдошева и многих других политических деятелей 20-30 годов XX столетия, стоявших у истоков возрождения киргизской государственности.
В мае 1992 в числе первых представителей нового демократического призыва был назначен ректором Киргизского государственного педагогического университета имени И. Арабаева, где проработал до сер. 1994. Его уход был связан с отставкой министра образования Чынары Жакыповой, которая решительно проводила реформы в сфере образования, отчего рейтинги её популярности стали зашкаливать популярность действующего президента. Её добровольная отставка в силу невозможности дальнейшей работы обернулась гонениями на её выдвиженцев, одним из которых стал будущий депутат и спикер парламента. После увольнения с должности участвовал в работе над созданием популярной аналитической газеты «Политика», где Чынара Жакыпова была главным редактором. В сравнительном жанре публиковал политические портреты известных президентов-реформаторов. В итоге оппозиционная газета была закрыта властями.
В 1993 впервые принял участие в выборах в Жогорку Кенеш 12-созыва, которые проиграл владельцу крупной трикотажной фабрики.
В 1998 вместе с рядом известных и авторитетных людей страны — Садыркуловым Медетом, Акрамовым Эрнстом, Назаровым Орзубеком, Исманкуловым Алмазом, Узбековым Досмиром, Куликовой Галиной и др., активно участвовал в создании первой в Киргизстане либеральной партии — Партии действия «Менин олком/Моя страна», в деятельности которой отвечал за идеологическую работу. Работал советником Торага (спикера) Законодательного собрания Жогорку Кенеша.
В 1998—2000 работал в составе Рабочей группы Жогорку Кенеша по проведению мирной конференции по Афганистану под эгидой ООН в г. Бишкеке.
В 2000 избран депутатом Законодательного собрания Жогорку Кенеша Киргизской Республики по списку партии «Менин олком/Моя страна», являлся лидером фракции «Правая коалиция („Он ордо“)», стоявшей на либерально-демократической политической платформе.
В 2005 снова баллотировался кандидатом в депутаты Жогорку Кенеша по одному из мажоритарных округов г. Бишкека как представитель оппозиции, но проиграл их представителю бизнеса.
Участвовал в составлении политических манифестов, заявлений, воззваний в период антиправительственных событий 23-24 марта 2005, закончившихся бегством президента Киргизстана А. Акаева.
В 2006 — исполняющий обязанности председателя партии действия «Моя страна».  Был одним из авторов альтернативного проекта Конституции Киргизской Республики с премьер-президентской формой правления, написанной в соавторстве с депутатом К. Байболовым и учёным-юристом Г. Искаковой. Но с переходом на работу в ПРООН отошёл от политической деятельности.
Во время поездки на ХУП Экономический форум в Крыницу-Здруй (Польша) вместе с оппозиционным депутатом Омурбеком Текебаевым в 2007 попал в т. н. «героиновую историю». По линии Интерпола на них была дана ложная наводка как на членов экстремистской партии «Хизбут Тахрир», везущих партию наркотиков. Как потом оказалось, эта политическая провокация была специально инспирирована против О. Текебаева братом президента К. Бакиева, возглавлявшем в то время КГБ республики. Польский суд оправдал его, а дело получило название «матрешкагейт».
В ноябре 2007 партия «Моя страна» объединилась с несколькими другими партиями центристской ориентации в Народную партию «Ак Жол», чтобы участвовать в досрочных выборах 2007 в национальный парламент. Шел на выборы под № 69 в партийном списке.
После избрания депутатом Жогорку Кенеша был избран на должность председателя Комитета по конституционному законодательству, государственному устройству, законности и правам человека. В 2009 при ротации снова был переизбран на эту должность.
В Межпарламентской ассамблее СНГ работал заместителем председателя Комиссии по политическим вопросам. Сочетал политическую работу с преподавательской и научной работой в Американском университете в Киргизстане, Киргизской государственной юридической академии, Академии управления, на факультете международных отношений КНУ, юридическом факультете КРСУ и др.
24 декабря 2009 избран Торага (спикером) Жогорку Кенеша 4-го созыва депутатами всех трёх фракций парламента. Это единственный случай в практике кыргызского парламента, когда её спикер избирался единогласно. Из 90 депутатов за проголосовали — 86, против — 0, 4 — отсутствовали на заседании.
Являлся членом Президентского совещания и Совета Безопасности КР.
Известие о государственном перевороте 6-7 апреля 2010 встретил в Санкт-Петербурге, куда он приехал с группой депутатов на очередную сессию МПА СНГ и ЕвраЗЭС. Там же встретил сообщение о роспуске парламента Киргизстана новыми властями. Формально оставался председателем парламента вплоть до принятия на референдуме новой Конституции КР. Лишь 6 июля 2010 Центральная избирательная комиссия Киргизской Республики досрочно прекратила полномочия Жогорку Кенеша 4-го созыва.
С апреля по декабрь 2010 исполнял обязанности члена Бюро МПА СНГ и заместителя председателя МПА ЕвразЭС.
В 2002, 2005 член конституционных совещаний.
Член Совета мудрецов Министерства иностранных дел Киргизской Республики.
Член Совета спикеров Жогорку Кенеша Киргизской Республики.
Член Ассоциации выпускников Санкт-Петербургского государственного университета. Знаменитый универсант (выпускник) СПбГУ.
Член ОО "Дипломаты Кыргызстана"
С января 2011 директор ОФ «Институт парламентаризма и демократии».
В 2016 директор Ассоциации преподавателей по управлению некоммерческими организациями КР.
С 2019 президент Евразийского совета по международному сотрудничеству и безопасности.
Принципиальный и последовательный критик политики президента КР Атамбаева.

## Вклад в реформу национального парламента
Как эксперт в области конституционализма и парламентаризма регулярно в публичном пространстве и на заседаниях парламента предлагал пути по реформированию кыргызского парламентаризма. В составе 2-го созыва Законодательного собрания Жогорку Кенеша в апреле 2000 он как депутат и лидер фракции инициировал создание первой фракции "Правая коалиция — «Он Ордо», созданной на базе партии «Моя страна», получившая в парламента два мандата. Тем самым была заложена новая тенденция в развитии кыргызского парламентаризма. После этого в парламенте зарегистрировалась фракция коммунистов и ещё 4 депутатские группы, которые в общем сыграли важную роль в политической жизни страны на пути её демократизации. Официально была зарегистрирована оппозиционная президенту и правительству страны депутатская группа «Элкомсоц». Преимущество и польза разделения депутатов по фракциям и группам стала очевидной и перспективной, но опасной для официоза. С этого момента создание фракций и депутатских групп в Жогорку Кенеше стало регулярным. Несмотря на попытку режима президента А.Акаева вернуться к мажоритарной системе выборов (2005—2007), после его революционного свержения в марте 2005, в 2007 Кыргызстан полностью перешёл к пропорциональной избирательной системе. По этой системе был избран 4-й созыв Жогорку Кенеша, а затем 5-й и 6-й созывы. При 4-м созыве депутатом З.Курмановым с участием ряда депутатов — единомышленников И.Масалиева, Л.Сыдыковой, Ч.Баековой и при активном участии менеджера «Парламентского проекта» ЕС-ПРООН Г.Маматкеримовой (руководитель), и консультантов К.Турдалиева, А.Джакишева, К.Джигитекова и других была предпринята и успешно реализована попытка проведения кардинальных реформ в области парламентаризма и парламентского  менеджмента, что нашло отражение в принятых регламентах 4-го и затем 5-го созывов. Жогорку Кенеш, работавший три предыдущих созыва, как советский парламент, впервые заработал как профессиональный, постоянно действующий законодательный орган, отдельная ветвь государственной власти. Впервые законопроекты стали приниматься в 3-чтениях. Были четко установлены дни недели, когда заседали комитеты и комиссии, фракции, проводились пленарные заседания, происходили встречи с избирателями. Процедура обсуждения законопроектов отделена от процедуры голосования. Начала планироваться контрольная и законодательная деятельность. Повестку дня стали определять лидеры фракций и комитетов Жогорку Кенеша, еженедельно собиравшиеся на заседании Координационного совета Жогорку Кенеша. Перед парламентом была поставлена задача разработать краткосрочную, среднесрочную и долгосрочную Стратегию развития Жогорку Кенеша и т. д. Однако, после государственного переворота в апреле 2010, реформы в парламенте стали свертываться, многие достижения отечественного парламентаризма утрачены. Парламент был снова превращен в придаток администрации президента КР.
За большой вклад в реформирование Жогорку Кенеша был награждён медалями «Данк» и парламентской медалью, посвященной 70-летию Жогорку Кенешу..

## Научная деятельность
Победитель и лауреат многих национальных и международных конкурсов на лучшие работы в области истории, политики и права. Подготовил 3 докторов и 10 кандидатов наук. Автор более 2000 выступлений в СМИ, 260 научных публикаций, в том числе — свыше 50 книг, учебников, брошюр. Научный руководитель таких направлений исследований как политическая история и портретистика, источниковедение, историческая психология, политология, парламентаризм и сравнительный парламентаризм, парламентское, конституционное и международное право, международные отношения. Его работы опубликованы в США, Швеции, Турции, Ю. Корее, Казахстане, Германии, России и др. государствах.
В 1982—1985 учился в очной аспирантуре в секторе источниковедения под научным руководством доктора исторических наук, профессора Г. А. Трукана в Институте истории СССР АН СССР в Москве, затем работал младшим научным сотрудником в секторе коммунистического строительства Института истории АН Киргизской ССР.
В 1991 защитил диссертацию на соискание ученой степени кандидата исторических наук, которая получила большой общественный резонанс.  Радиостанция «Свобода» в то время вещала, что в Кыргызстане впервые защищена «антикоммунистическая диссертация».
В мае 1997 защитил докторскую диссертацию, посвященную изучению деятельности киргизских политических элит в первый послеоктябрьский период, написанную на стыке нескольких научных дисциплин — исторической психологии, истории, политологии, философии и юриспруденции.
Является последователем научных взглядов Льва Гумилёва.
Член Редакционной коллегии журнала «Вестник Кыргызско- Российского Славянского университета», Кыргызстан.
Член Редакционной коллегии журнала «Вестник Кыргызского государственного университета им. И. Арабаева», Кыргызстан.
Член Редакционной коллегии журнала «Alpharabi Journal of  Scientific Research» («Журнал научных исследований Аль-Фараби»), Казахстан.
Член Редакционной коллегии журнала "Стратегия" Национального института стратегических исследований при Президенте КР, Кыргызстан.
Член Редакционной коллегии журнала «Вестник Дипломатической академии МИД Кыргызской Республики», Кыргызстан.
Член Редакционной коллегии журнала «Диалог цивилизаций», Кыргызстан.
Член Редакционной коллегии международного научного электронного журнала "edu.e-history-kz" , Казахстан.
Член Научного совета международного журнала «Reality of Politics» («Реальная политика»), Польша.
Член Редакционного совета международного журнала «ЕВРАЗИС» («Евразийские исследования»), Казахстан.
Член Редакционной коллегии международного журнала "National memory" / "Национальная память", Казахстан.
Член Редакционного совета международного журнала «The Central Asia and the Caucasus» («Центральная Азия и Кавказ»), Швеция.

## Основные работы
- Курманов З.К., Пушкарева А.П., Бактыгулов Дж.С., Курманова Б.Ш. и соавт. Разгром контрреволюционных сил Кыргызстана в годы гражданской войны и иностранной интервенции (1918-1920 гг.). Сб.док. — Фрунзе: Илим, 1984. — 518 с. — 1000 экз.
- Курманов З.К., Бегалиев С.И., Самсонов В.Д. Постановления сессий ЦИК Киргизии (1927-1937 гг.) Сб. док.. — Фрунзе: Кыргызстан, 1986. — 326 с. — 1000 экз.
- Курманов З., Бегалиев С. Под знаменем Великого Октября. — Фрунзе: Знание, 1987. — 45 с. — 300 экз.
- Курманов З., Бегалиев С. Очерк истории колхоза им. И.Кочкорбаева. — Фрунзе, 1990. — 86 с. — 500 экз.
- Курманов З.К., Бегалиев С.И., Семенов В.Д. и соавт. Тридцать седьмой год в Киргизии (Возвращенные имена). — Фрунзе: Кыргызстан, 1991. — 253 с. — 1000 экз.
- Курманов З. К. Всекиргизские съезды советов: подготовка, состав, работа: (1925–1937 гг.): Автореф. дис. … канд. ист. наук. — Бишкек, 1991. — 25 с. — 100 экз.
- Курманов З., Плоских В.М., Бегалиев С. и др. Абдыкерим Сыдыков - национальный лидер. — Бишкек: Кыргызстан, 1992. — 184 с. — 10 000 экз. — ISBN 5-655-00907-2.
- Курманов З.К., Плоских В.М., Джунушалиев Дж.Дж., Бегалиев С.И. и соавт. Кыргызы и Кыргызстан: опыт нового исторического осмысления. — Бишкек: Илим, 1994. — 1000 экз. — ISBN 5-8355-0764-X.
- Курманов З. К., Плоских В.М., Джунушалиев Дж.Дж. и соавт. У истоков кыргызской национальной государственности. — Бишкек: Илим, 1997. — 383 с. — 1000 экз. — ISBN 5-8355-0919-7.
- Курманов З. К. Политическая борьба в Кыргызстане: 20-е годы. — Бишкек: Илим, 1997. — 290 с. — 1000 экз.
- Курманов З.К. Борьба политических элит Кыргызстана в период возрождения национальной государственности кыргызского народа: (1917–1927 гг.):  Автореф. дисс. … д-ра ист. наук. — Бишкек, 1997. — 48 с. — 100 экз.
- Курманов З. К., Чикеева З. Ч., Галиева З. И. и соавт. Права человека: Теория и практика / Под общ. ред. Л. Ч. Сыдыковой; Рук. авт. коллектива Б. Н. Малабаев. — Бишкек: КРСУ, 1998. — 289 с. — 350 экз. — ISBN 9967 -405-07-4.
- Курманов З., Джакупова Г. Парламентаризм в Кыргызстане: первый опыт. — Бишкек: Полиглот, 1998. — 200 с. — 1000 экз. — ISBN 9967-401-06-0.
- Курманов З. К. Кыргыз улуттук лидери Абдыкерим Сыдыков: доор, инсан, тагдыр. — Бишкек: Илим, 1998. — 1000 экз.
- Курманов З.К. Социокультурные аспекты гендерных отношений в Центральной Азии (на примере Кыргызстана).Спецкурс. — Бишкек: КРСУ, 2000. — 98 с. — 300 экз. — ISBN К 0803010200-2000.
- Курманов З. К., Маанаев Э.Ж., Курумбаева Г. Национальная интеллигенция Кыргызстана периода своего становления: общественно- политическая роль, судьба. — Бишкек, 2000. — 500 экз.
- Курманов З. К., Сыдыкова Л.Ч. и соавт. Уголовное право Кыргызской Республики. Ч.Особенная. — Бишкек, 2000. — 2000 экз.
- Курманов З., Садыков Э. Абдыкерим Сыдыков: Личность и история. — Бишкек: Шам, 2002. — 228 с. — 500 экз. — ISBN 9967100583.
- Курманов З. К., Плоских В.М., Джунушалиев Дж.Дж. А.Сыдыков, Ю.Абдрахманов. — Бишкек: Шам, 2003. — 1000 экз.
- Курманов З. К. Национальная интеллигенция 20-30 годов: вклад в возрождение государственности кыргызского народа и борьбу с тоталитарно-авторитарным режимом. — Бишкек, 2005. — 378 с. — 500 экз. — ISBN 9967-22-959-4.
- Курманов З., Усупашвили Д., Домбровский М. и соавт. Кыргызстан на новом этапе развития. — Бишкек: ПРООН, 2005. — 64 с. — 1000 экз.
- Курманов З., Тологонов Р. Социалистическая идея в Кыргызстане: прошлое, настоящее, перспективы / Под общ. ред. депутата Жогорку Кенеша Текебаева О.Ч. — Бишкек, 2006. — 144 с. — 1000 экз. — ISBN 9967-13-201-9.
- Курманов З., Айтматов Ч., Сатпаев Д., Сиражиддинов Н., Шарипов С. и соавт. Центральная Азия: собственный взгляд (Zentralasien: eine innenansicht) / Под ред.д-ра Райнхарда Крумма. — Бишкек, Астана, Ташкент, Душанбе, 2006. — 498 с. — 1000 экз. — ISBN 9967-23-841-0.
- Курманов З., Тологонов Р. Инобытие нравственности или этическая сублимация. — Бишкек, 2006. — 1000 экз.
- Курманов З., Богатырев В.,Абылгазиева А.,Горборукова Г. История и идентичность: Кыргызская Республика (Geschichte und Identitat: Kirgisische Republik) / Под общ. ред. проф., д-ра Вульфа Лапинса. — Бишкек, 2007. — 273 с. — 1000 экз. — ISBN 978-9967-24-691-1.
- Курманов З., Маматкеримова Г., Джигитеков К. и соавт. Жогорку Кенеш: презентация для граждан. — Бишкек, 2007. — 48 с. — 1000 экз. — ISBN 978-9967-24-519-8.
- Курманов З., Илибезова Э., Маматкеримова Г. и соавт. Парламент и избиратели (Результаты национального опроса апрель-май 2007). — Бишкек, 2007. — 48 с. — 1000 экз. — ISBN 978-9967-24-424-5.
- Курманов З. К., Элебаева А.Б., Макаров А.В. и соавт. Граждановедение. Учебное пособие для студентов вузов КР / Под общ. ред. Фаттаховой А.Ш. — Бишкек, 2011. — 204 с. — 750 экз. — ISBN 978-9967-26-469-4.
- Курманов З. К., Суюнбаев М.Н. и соавт. Актуальные проблемы внешней и внутренней политики Кыргызстана / Под ред. Искаковой Ч.Д.. — Бишкек, 2011. — 76 с. — 500 экз. — ISBN 978-9967-26-540-0.
- Курманов З. К., Элебаева А.Б., Макаров А.В. и соавт. Жарантануу. Кыргызстандын ЖОЖдорунун студент.учун окуу куралы / А.Ш.Фаттахованын жалпы ред. менен. — Бишкек: "ST.art.", 2011. — 200 с. — 965 экз. — ISBN 978-9967-26-483-0.
- Курманов З., Илибезова Э., Бердикеев С., Байназаров И. Жогорку Кенеш: вопросы эффективности и прозрачности. — Бишкек, 2012. — 104 с. — 400 экз. — ISBN 978-9967-26-986-6.
- Курманов З.К. Шайлоого катышуунун жана партиялык курулуштун укуктук негиздери боюнча саясий партиялар учун окуу курал. — Бишкек, 2014. — 261 с. — 1000 экз. — ISBN 978-9967-11-456-2.
- Курманов З.К. Первый / Научно-популярное издание. Сев.-Зап. ин-т упр. - фил. РАНХиГС. — СПб: ИПЦ СЗИУ РАНХиГС, 2014. — 208 с. — 5000 экз. — ISBN 978-5-89781-511-1.
- Курманов З.К. Пособие для политических партий по правовым основам участия в выборах и партийному строительству. — Бишкек, 2014. — 241 с. — 1000 экз. — ISBN 978-9967-11-452-4.
- Курманов З.К. "Дело" Алымкула Джакшылыкова: преступление, которого не было. — Бишкек, 2015. — 287 с. — 300 экз. — ISBN 978-9967-15-443-8.
- Курманов З.К. Ахматбек Суюмбаев: штрихи к политическому портрету IX премьера. — Бишкек, 2015. — 237 с. — 500 экз. — ISBN 978-9967-12-526-1.
- Текебаев О.Ч., Укушев М.К. Временное правительство Кыргызской Республики (7 апреля-21 декабря 2010 года): события, деятельность, оценки. / Под ред. З.К.Курманова. — Бишкек, 2016. — 500 с. — 1000 экз. — ISBN Т 0803010200-16.
- Курманов З.К., Акунов А.А., Джуманалиев А., ж.б. Кыргыздардын тарыхы. Байыркы мезгилден бугунку кунго чейин. 3 томдук. III т. ХХ к. жана ХХI к. башы (1990-2016 ж.) КР УИА Тарых жана маданий мурас институту; Башкы ред. кенеш: А.Джуманалиев (торага) ж.б. — Бишкек: Кут-Бер, 2016. — 816 с. — 500 экз. — ISBN 978-9967-12-621-3.
- Курманов З.К., Ахмедов О.К. История архивного дела Кыргызстана. — Бишкек, 2017. — 320 с. — 1000 экз. — ISBN 978-9967-08-653-1.
- Курманов З.К., Агазаде М. М., Аглян В. Р., Адилханулы Н. А., Аламанов С. К. и соавт. Внешняя политика стран СНГ: Учебник для вузов / Ред.-сост. Д.А.Дегтерев, К.П.Курылев.. — М., 2017. — 496 с. — ISBN 978-5-7567-0919-3.
- Курманов З.К., Бейбутова Р.А., Ашимова Ч.М. и соавт. Введение в изучение некоммерческих организаций Кыргызской Республики. Учебник / Под ред. З.К.Курманова. — Бишкек, 2017. — 264 с. — ISBN 978-9967-32-271-4.
- Курманов З. Философские афоризмы. — Бишкек: Литературный Кыргызстан, 2017. № 1. — 154—158 с. — ISBN 0130-3651.
- Курманов З.К. Памятка политическим партиям по избирательному праву и партийному строительству в Кыргызской Республике. — Бишкек, 2018. — 109 с. — ISBN 978-9967-11-470-8.
- Курманов З.К. Эскерткич Кыргыз Республикасында шайлоо укуктары жана партиялык тузулуш боюнча саясий партияларга. — Бишкек, 2018. — 135 с. — ISBN 978-9967-11-470-8.
- Kurmanov Z., Mokeev A., Saparaliev D. end others. Making the Kyrgyz. — Cambridge: Cambridge Scientific Pubiishers, 2018. — 330 с. — ISBN 978-1-908106-60-5.
- Курманов З., Курманова Б. Касымбай Тельтаев: триумф и трагедия. — Бишкек: «Алтын Тамга», 2019. — 304 с. — 750 экз. — ISBN 978-9967-08-785-9
- Курманов З.К., Агазаде М. М., Аглян В. Р., Адилханулы Н. А., Аламанов С. К. и соавт. Внешняя политика стран СНГ: Учебник для вузов. Изд.2-е / Ред.-сост. Д.А.Дегтерев, К.П.Курылев.. — М., 2019. — 496 с. — ISBN 978-5-7567-0919-3.
- Курманов З.К. Кыргызский филиал партии "Алаш": создание, деятельность, судьба. — Нурсултан:"Гылым " баспасы, 2019. — 244 с. — ISBN 978-601-7999-18-6.
- Курманов З., Курманова Б. Касымбай Тельтаев: триумф жана трагедия. — Бишкек: "Алтын Тамга", 2019. — 352 с. — ISBN 978-9967-08-799-6.
- Kurmanov Z.К., Agazade M. M. and others. Foreign Policies of the CIS States: A Comprehensive Reference/ Denis Degterev and Konstantin Kurylev, editors. — Lynne Rienner, 2019. — P. 517. — ISBN 978-1-62637-785-1.
- Курманов З., Садыков Э. Абдыкерим Сыдыков: отец-основатель современной кыргызской государственности. — Бишкек, 2021. — 293 с. — 500 экз. — ISBN 978-9967-9132-9-5.
- Курманов З., Кудайбергенова А., Козыбаева М. и др. ХХ ғасырдың 30-жж. басындағы жаппай ашаршылық кезеңіндегі Орталық Азия республикалары мен Ресейдегі қазақ босқындары. — Алматы, 2022. — 297 с. — 500 экз. — ISBN 978-9967-9132-9-5.

## Дети
Курманов Ильяс. Родился в г. Караганде Казахской ССР. Окончил юрфак КРСУ. Кандидат политических наук (2013).
Курманова Малика. Окончила с отличием юрфак КРСУ. Кандидат юридических наук (2009).

## Близкие родственники
Прадед — Курман Лепесов, политический деятель, верховный родоплеменной князь (чон-манап джумгальских саяков), один из предводителей восстания 1916 г., член партии «Алаш», репрессированный Советской властью. Основатель "медресе Курмания". Приговорен в 1926 г. судом «По делу Худайкулова, Бабаханова и влиятельных киргизских манапов» к 5 годам лишения свободы. Сослан на Украину, где умер по дороге в ссылку в Соль-Илецке (близ Оренбурга) в 1927 г. Участвовал со своим сыном волостным управителем Загорной волости Искаком Курмановым делегатом в Киргизских  съездах в 1917 г. в г.Оренбурге, провозгласивших создание светской партии "Алаш", принявших её уставные документы, объявившие о создании  автономии "Алаш" и правительства "Алаш-Орды".
Дед — Курманов Шамседин, сын Курмана Лепесова, окончил Пишпекскую гимназию, участник восстания 1916 г.,  революционных событий и установления советской власти в Киргизстане в Нарынском уезде, выпускник Московского института красной профессуры, финансист, главный бухгалтер — правительственной дачи ЦИК и Совнаркома Киргизской АССР, а с 1933 г. — Курдайского РайФО Казахской ССР. Трагически погиб в 1943 г.
Дядя - Курманов (Лепесов) Султан, один из первых киргизских писателей, просветителей и переводчиков  с литературным псевдонимом "Учкун", работал преподавателем, заместителем директора Киргизского педагогического техникума - предтечи современного Киргизского национального университета, соавтор Программы и Манифеста "Социал-Туранской партии". Репрессирован в 1933 г. Погиб в Верхоянском гулаге.
Дядя - Курманов (Лепесов) Зайнитдин, работал секретарем ВТЭК (Всесоюзной топливно-энергетической компании) в Ташкенте, был расстрелян по делу "Социал-Туранской партии" в 1934 г.
Дядя Сыдыкбеков, Тугельбай — классик советской национальной литературы, народный писатель Киргизстана, академик Национальной Академии Наук КР, Герой Киргизстана, лауреат Сталинской премии СССР.
Дядя Курманов Юсуп Шамсединович — ветеран Великой Отечественной войны, полковник Советской Армии, военный комиссар Нарынской области Киргизской ССР.
Отец Курманов Карпек Шамсединович — выпускник Ленинградского юридического института им. М. И. Калинина, прокурор, адвокат, ученый и преподаватель, доктор юридических наук, профессор, Почетный академик Национальной академии наук Киргизской Республики, Заслуженный деятель науки Киргизской Республики, первый в СССР кандидат и доктор юридических наук по наркотизму — родоначальник советской научной школы юриспруденции, исследовавшей «наркотизм» как преступление, первый кыргыз с высшим юридическим образованием, полученным на очной основе. Первый кыргыз окончивший Санкт-Петербургский  университет.
Мать — Курманова Анипа, училась на инфаке Женского пединститута, работала на фабрике, а затем юристом в различных ведомствах, учреждениях и министерствах Кыргызстана и Казахстана.
Брат Курманов Айдар — кандидат юридических наук, профессор Киргизской государственной юридической академии.
Сестра Курманова Гульнара — с отличием окончила юридический факультет Московского государственного университета имени М. Ломоносова, судья 1-й категории Киргизской Республики, адвокат.
Брат Курманов Эркин Юсупович — деятель культуры КР, композитор, член Союза композиторов Киргизской Республики и СССР.
Брат Курманов Султан Юсупович — ветеран войны в Афганистане, полковник, командующий Национальной Гвардии КР.

## Награды и звания
- Юбилейная медаль «10 лет Киргизской Республике» (2001)
- Заслуженный работник образования Киргизской Республики (2002)
- Государственный советник Киргизской Республики 2-го класса (2002)
- Золотая медаль Международного благотворительного фонда науки и культуры им. Мустафы Кемаля (Ататюрка) (2008)
- Медаль «Данк» (2009)
- Отличник государственной службы Киргизской Республики (2009)
- Медаль «70 лет Жогорку Кенешу Киргизской Республики» (2009)
- Почетная грамота МПА СНГ (2009)
- Действительный член Академии истории и обществоведения Республики Казахстан (2010)
- Медаль "За развитие науки Казахстана" (2012)
- Медаль "25 лет независимости Республики Казахстан". Указом Президента Н. А. Назарбаева от 29 декабря 2016 г.
- Памятная медаль "100-летию правительства Алаш-Орды и Автономии Алаш" (2017)
- Ассоциацией выпускников Санкт-Петербургского государственного университета назван в числе своих знаменитых универсантов (2017)
- Серебряная медаль Международной Тюркской академии (2021)
- Медаль МПА СНГ. 30 лет  (2022)
- Почетная грамота МИД КР (2022)
- Юбилейная медаль "30 лет Конституции Кыргызской Республики" (2023)